# 5 Orionis
5 Orionis är en variabel stjärna  i stjärnbilden Orion. Stjärnan varierar i magnitud 5,32-5,35.